# Alberto Mancione
Alberto Mancione (Genaro Tórtora; * 8. Oktober 1915 in Buenos Aires; † 4. Juli 1998) war ein argentinischer Bandoneonist, Bandleader und Tangokomponist.

## Leben
Mancione war ein musikalischer Autodidakt. Er begann seine Laufbahn 1934 im Sextett José Figueroas, mit dem er eine Tournee unternahm und bei Radio Mitre auftrat. Er spielte dann in verschiedenen Orchestern, darunter dem Armando Baliottis, Roberto Firpos und dem José De Caros, mit dem er im Nachtclub Las Brujas auftrat und kurze Zeit in dem Edgardo Donatos. 1938 gründete er für Auftritte im Palermo Palace das Orquesta Típica Armenonville, dessen Sänger Floreal Ruiz war. Mit dem Bandoneonisten Bernardo Álvarez gründete er im Folgejahr das Orquesta Típica Los Dados Blancos, das zwei Jahre aktiv war.
1942 traten Manciones und Aníbal Troilos Orchester zur Eröffnung des Cabarets Tibidabo auf. Sein Orchester im Tibidabo bestand aus den Bandoneonisten Jorge Gutiérrez, Juan Salomone und Antonio López, den Geigern Doroteo Guisado, Rodolfo Fernández und Antonio Casanova, dem Pianisten José Cimarro und dem Kontrabassisten Pablo Piazza. Der Sänger war  Horacio Torres. 1944–46 war er mit seinem Orchester bei Radio Splendid unter Vertrag, von 1948 bis 1963 bei Radio El Mundo. Zur Besetzung des Orchesters gehörten im Laufe der Jahre u. a. die Pianisten José Orrego, Juan José Paz, Osvaldo Requena, José Aguilera, Arnaldo Medialdea und Jorge Gutiérrez, die Bandoneonisten Ángel Domínguez und Roberto Vallejos und die Sänger Héctor Alvarado, Jorge Ledesma, Carlos Vidal, Alberto Carol und Francisco Fiorentino. Daneben spielte er in den 1950er Jahren Bandoneon im Orchester Osvaldo Requenas.
Als in den 1960er Jahren das Interesse am Tango abnahm, war es nicht mehr möglich, große Tangoorchester zu unterhalten. Mancione gründete 1966 ein Quartett mit dem Pianisten José Aguilera, dem Kontrabassisten Pibledo und dem Geiger César Rilla. Mit einem weiteren Quartett trat er von 1974 bis 1988 im El Farolito auf. Ab 1950 nahm Mancione insgesamt 44 Titel beim Label Victor auf.

## Kompositionen
- Señores, permiso (Text von Ángel Di Rosa)
- Dolor de huella (Text von Ángel Di Rosa)
- La luna, el cigarrillo y yo (Text von Ángel Di Rosa)
- Pobrezas (Text von Eugenio Majul)
- Para el pueblo (Text von Julio Curi)
- Lo que tú llamas amor (Text von Julio Curi)
- Yo te condeno a vivir (Text von Julio Curi)
- Moderno (instrumental, mit Roberto Vallejos)
- Total (instrumental, mit Juan Salomone)
- F.F. (Francisco Fiorentino gewidmet)
- Canyengue y tristona (instrumental)
- Fiel milonga (instrumental)